# Quercus coahuilensis
Quercus coahuilensis är en bokväxtart som beskrevs av Kevin Clark Nixon och Cornelius Herman Müller. Quercus coahuilensis ingår i släktet ekar, och familjen bokväxter. IUCN kategoriserar arten globalt som otillräckligt studerad. Inga underarter finns listade.